# Dola
Dola so naselje v občini Bileća, Bosna in Hercegovina. 

## Deli naselja
Bujuša, Dola, Donja Dola, Gornja Dola, Podlukovac in Selišta. 

## Prebivalstvo
| Pregled števila prebivalcev po letih | Pregled števila prebivalcev po letih | Pregled števila prebivalcev po letih | Pregled števila prebivalcev po letih | Pregled števila prebivalcev po letih | Pregled števila prebivalcev po letih |
| ------------------------------------ | ------------------------------------ | ------------------------------------ | ------------------------------------ | ------------------------------------ | ------------------------------------ |
| 1948                                 | 1953                                 | 1961                                 | 1971                                 | 1981                                 | 1991                                 |
| -                                    | -                                    | -                                    | 205                                  | 106                                  | 33                                   |

| Narodna sestava prebivalstva po letih                                                                                    | Narodna sestava prebivalstva po letih                                                                                    | Narodna sestava prebivalstva po letih                                                                                    |
| --- | --- | --- |
| 1971 | 1981 | 1991 |
| . skupaj: 205 Srbi 205 (100 %) Hrvati 0 (0,00 %) Muslimani 0 (0,00 %) Jugoslovani 0 (0,00 %) drugi in neznano 0 (0,00 %) | . skupaj: 106 Srbi 106 (100 %) Hrvati 0 (0,00 %) Muslimani 0 (0,00 %) Jugoslovani 0 (0,00 %) drugi in neznano 0 (0,00 %) | . skupaj: 33 Srbi 32 (96,96 %) Muslimani 1 (3,03 %) Hrvati 0 (0,00 %) Jugoslovani 0 (0,00 %) drugi in neznano 0 (0,00 %) |